# 354P/LINEAR

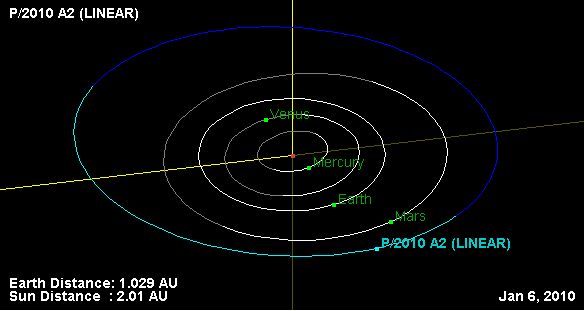
Órbita do cometa P/2010 A2 na altura da sua descoberta

354P/LINEAR (anteriormente P/2010 A2 (LINEAR)), é um corpo celeste descoberto a 6 de Janeiro de 2010, com as características de um cometa e de um asteróide. P/2010 A2 possui cerca de 150 metros em diâmetro.
Em 15 de Outubro de 2010 o telescópio espacial Hubble captou imagens de uma colisão do P/2010 A2 com um pequeno corpo de cerca de 3 ou 5 metros de comprimento, chocando a uma velocidade de 18 mil quilómetros por hora e pulverizando esse pequeno corpo.
| Detritos? P/2010 A2 será provavelmente o resto da colisão entre dois muito pequenos asteróides. | Núcleo de cometa Suposto núcleo do cometa visível na lado inferior esquerdo |